# Henry Lawes

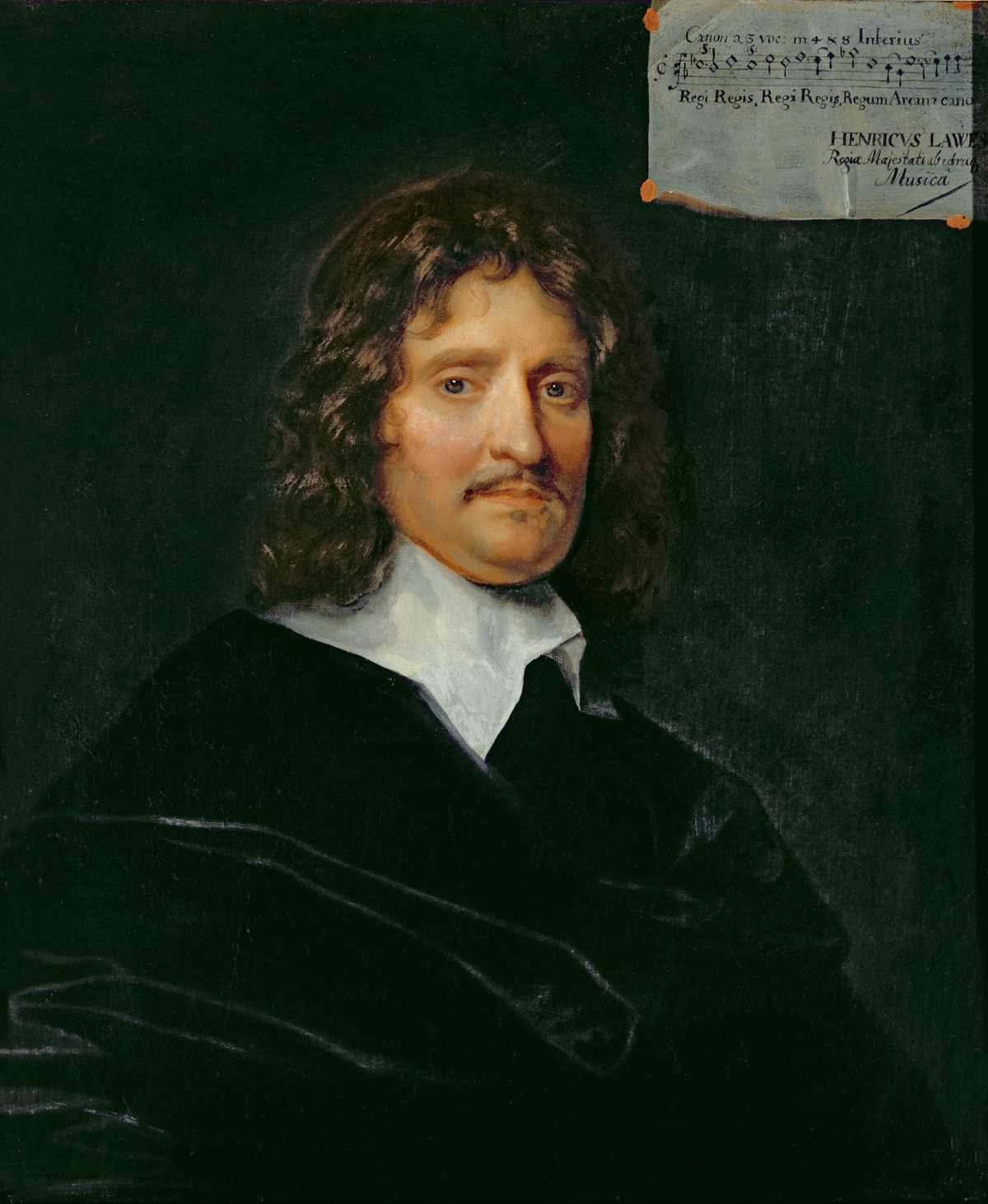
Henry Lawes

Henry Lawes (* getauft am 5. Dezember 1595 in Dinton (Wiltshire); † 21. Oktober 1662 in London) war ein englischer Musiker und Komponist.

## Leben und Wirken
Henry Lawes erhielt seine musikalische Ausbildung bei John Cooper, besser bekannt unter seinem italienischen Pseudonym Giovanni Coperario, einem berühmten Komponisten seiner Zeit. 1626 wurde Lawes einer der Gentlemen of the Chapel Royal am englischen Hof, eine Stellung, die er behielt, bis durch das Zeitalter des Commonwealth die englische Kirchenmusik aufgelöst wurde. Auch während dieser Zeit setzte Lawes seine Tätigkeit als Komponist fort, und die berühmte Sammlung seiner Vokalmusik mit dem Titel Ayres and Dialogues for One, Two and Three Voyces erschien 1653, gefolgt von zwei weiteren Bänden mit dem gleichen Titel aus den Jahren 1655 und 1658 (Herausgeber war John Playford). Bei der Restauration der britischen Monarchie im Jahre 1660 kehrte Lawes in die königliche Kapelle zurück und komponierte ein Anthem für die Krönung von König Charles II. Lawes ist in der Westminster Abbey beigesetzt.
Lawes Name ist auch außerhalb musikalisch interessierter Kreise bekannt, da er eine enge Freundschaft mit John Milton pflegte, für dessen Masque Comus er die Bühnenmusik für die erste Aufführung im Jahr 1634 beisteuerte. Der Dichter revanchierte sich mit einem Sonett, in dem die Künste Lawes’ beschrieben werden. Eine besondere Begabung, poetische Texte kongenial in Musik zu fassen, die ansonsten in der englischen Musik vor allem Henry Purcell und Benjamin Britten zugeschrieben wird, ist auch bei Lawes zu erkennen. Gleichzeitig ist seine Musik reich an melodischem Einfallsreichtum und zeigt in seiner konzertanten Musik einen hochausgebildeten kontrapunktischen Stil.
Henry Lawes war der Bruder des Komponisten William Lawes.